# Chích sậy Mãn Châu
Chích sậy Mãn Châu, tên khoa học Acrocephalus tangorum, là một loài chim trong họ Acrocephalidae.
Nó được tìm thấy ở Campuchia, Trung Quốc, Hồng Kông, Hàn Quốc, Lào, Nga, Thái Lan, Việt Nam, và có thể Myanma. Môi trường sống tự nhiên của chúng là đầm lầy. Nó bị đe dọa do mất nơi sống.